# Реализационные намерения
Реализационные намерения (от англ. — Implementation intention) — это стратегия саморегулирования, которая может привести к лучшему достижению цели, а также помочь в изменении привычки и поведения. Эта стратегия определяет действия, которые поспособствуют достижению цели. То есть реализационные намерения — это план, в котором связывается ситуационный стимул с ответной реакцией, которая в свою очередь приближает к достижению цели. Стратегия предполагает рассмотрение цели с точки зрения высказывания «если-то», где «если» — это ситуационный стимул; «то» — это запланированная ответная реакция на данный стимул.

## История понятия
Понятие реализационных намерениях было введено в 1999 году психологом Петером Голльвитцером. Исследования, проведенные Голльвитцером в 1997 году и ранее, показывают, что использование реализационных намерений может привести к более высокой вероятности успешного достижения цели, предопределяя конкретное и желаемое целевое поведение в ответ на конкретное будущее событие или сигнал.

## Исследования
Исследователи Никерсон и Роджерс (2010) провели полевой эксперимент во время президентских праймериз в Пенсильвании в 2008 году. Рассмотрев выборку из более четверти миллиона зарегистрированных избирателей, они продемонстрировали, что, если задавать избирателям три вопроса (в какое время они проголосуют, откуда они приедут голосовать, и что они будут делать заранее) явка увеличится почти на 10 %. В то же время стандартный призыв «Приходите на выборы» оказал нулевой эффект на явку.
Milkman et al. (2011) продемонстрировали аналогичный результат в другом контексте. Авторы разослали напоминания о бесплатной прививке от гриппа сотрудникам одной крупной фирмы. Всем была предоставлена информация о времени и расположение клиники, но некоторым также было предложено для их собственного удобства выбрать точные дату и время, когда они планировали получить прививку. Уровень вакцинации в контрольной группе составил 33,1 %. В группе, где сотрудники самостоятельно запланировали дату и время уровень вакцинации был значительно выше и составил 37,1 %.